# ¡Ahí madre!
¡Ahí madre! é um filme mexicano dirigido por Rafael Baledón e escrito por Roberto Gómez Bolaños.

## Elenco
- Enrique Cuenca - Doña Naborita
- Eduardo Manzano - Gordolfo Gelatino
- Norma Lazareno - Olimpia
- Marco Antonio Muñiz - Pepe Nacho
- Ramón Valdés - Treinador de futebol
- Jorge Zamora - Albaricoque